# انریکو زاینا
انریکو زاینا (ایتالیایی: Enrico Zaina؛ زادهٔ ۲۷ سپتامبر ۱۹۶۷) دوچرخه‌سوار اهل ایتالیا است.